# San H27A
San H27A – autobus międzymiastowy, produkowany w latach 1964–1967 przez Sanocką Fabrykę Autobusów w Sanoku. Model ten stanowił odmianę Sana H25A wyposażoną w silnik wysokoprężny.

## Historia i opis modelu
Wdrożenie do produkcji w 1962 roku przez Fabrykę Samochodów Ciężarowych w Starachowicach silnika wysokoprężnego typu S53 umożliwiło Sanockiej Fabryce Autobusów, która była odbiorcą wielu komponentów i podzespołów produkowanych przez starachowicki zakład, opracowanie i wprowadzenie do oferty w 1964 roku modeli serii H27, które stanowiły odmianę produkowanych od 1961 roku autobusów San H25A i H25B o samonośnej konstrukcji nadwozia.
Zasadniczą cechą Sanów H27 było zastosowanie do napędu pojazdu 6-cylindrowego, rzędowego silnika wysokoprężnego typu S53 o pojemności skokowej 5650 cm³ i mocy maksymalnej 73,6 kW (100 KM). Umieszczona nad przednią osią jednostka napędowa, zblokowana była z 5-biegową manualną niesynchronizowaną skrzynią biegów, poprzez którą napęd przenoszony był na tylne koła. W nadwoziu Sana H27A wprowadzono kilka zmian w stosunku do wersji z silnikiem benzynowym. Ściana tylna autobusu zamiast trzech oddzielnych okien wyposażona była w dwuczęściową, giętą szybę panoramiczną. Zastosowano nowy, estetyczniejszy wzór nadkoli. Rozwiązania te w późniejszym czasie zostały również zastosowane w serii H25. Wentylacja wnętrza przeznaczonego do przewozu 35 pasażerów na stałych miejscach siedzących oraz dodatkowo 8 na siedzeniach rozkładanych, zapewniona była przez przesuwne górne części szyb bocznych oraz dwie duże klapy dachowe z przezroczystymi pokrywami, w miejsce stosowanych w poprzedniku 8 małych otworów wentylacyjnych. Dodatkowo San H27A wyposażony był w wyjścia bezpieczeństwa nie wymagające wybicia szyby oraz tablice kierunkowe umożliwiające umieszczenie na nich informacji o przebiegu trasy kursu, który był realizowany przez autobus.
W układzie jezdnym zastosowano sztywną oś przednią o przekroju dwuteowym, opartą na wzdłużnych półeliptycznych resorach piórowych oraz dwóch hydraulicznych amortyzatorach ramieniowych. Tylny most napędowy zawieszony został na dwóch półeliptycznych resorach piórowych, dodatkowo wspartych przez pomocnicze resory piórowe. Jednoobwodowy hydrauliczny układ hamulcowy wyposażony został w nadciśnieniowy system wspomagania.
Seria H27 oferowana była do 1967 roku równolegle z modelami San H25, posiadającymi silniki benzynowe. Następcą tych pojazdów był San H100 o konstrukcji ramowej, który również produkowano w odmianie międzymiastowej (A) oraz miejskiej (B).